# 1255

## Починали
- Бату хан, монголски хан